# 崔黯
崔黯（?—?），字直卿，唐朝贝州安平人，迁居到卫州。他的祖父崔密，是崔宁之弟，父亲崔绘。
崔绘四子：崔蠡、崔黯、崔确、崔颜，都以进士擢第。崔确，字岳卿，崔颜，字希卿，官至尚书郎。唐文宗大和二年（828年），崔黯进士擢第。开成初年，为青州从事。入朝为监察御史，上奏郊庙祭器不虔，请敕有司。唐文宗对宰相说：“宗庙之事，朕当亲奉其礼，但以千乘万骑，动费国用，每每有司行事之日，朕却正衣冠坐等。今听说主者不虔，祭器敝恶，不是事奉天神蠲洁之义。公等应敕有司，说出朕的此意。”崔黯于是条奏皇帝。擢升为员外郎。唐武宗会昌年间，为谏议大夫。